# Biskupi i arcybiskupi prascy

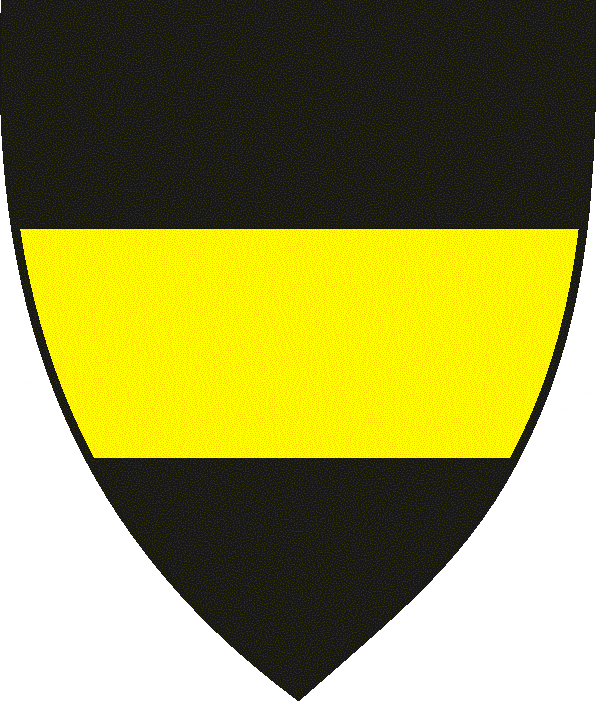
Herb arcybiskupów praskich

Biskupi i arcybiskupi prascy – lista biskupów i arcybiskupów praskich. Od 1627 arcybiskupom metropolitom praskim przysługuje tytuł prymasa Czech.

## Biskupi prascy (973–1344)
| Lp. | Lata rządów | Imię i nazwisko                                          |
| --- | ----------- | -------------------------------------------------------- |
| 1.  | 973–982     | bp Thietmar (Dětmar, Dietmar)                            |
| 2.  | 982–996     | bp Wojciech Sławnikowic (Vojtěch, Adalbert)              |
| *   | 996         | bp Strachkwas Chrystian (elekt)                          |
| 3.  | 998–1017    | bp Thiadag                                               |
| 4.  | 1017–1023   | bp Ekkhard (Ekkehard, Ekhard, Helicardus)                |
| 5.  | 1023–1030   | bp Hyza (Hyzo, Hizzo, Izzo)                              |
| 6.  | 1030–1067   | bp Severus (Šebíř)                                       |
| 7.  | 1068–1089   | bp Jaromir Gebhart (Gebehard, Jaromír)                   |
| 8.  | 1090–1098   | bp Kosmas                                                |
| 9.  | 1099–1122   | bp Herman (Heřman)                                       |
| 10. | 1122–1134   | bp Meinhard (Menhart)                                    |
| 11. | 1134–1139   | bp Jan I                                                 |
| *   | 1139–1140   | bp Sylwester (Silvestr) (elekt, zrezygnował)             |
| 12. | 1140–1148   | bp Otto (Ota)                                            |
| 13. | 1148–1167   | bp Daniel I                                              |
| *   | 1168        | bp Gothard (Goltpold, Hotart, Gotpold) (elekt)           |
| 14. | 1168–1179   | bp Bedřich z Puttendorfu                                 |
| 15. | 1179–1182   | bp Valentin (Veliš)                                      |
| 16. | 1182–1197   | bp Henryk Brzetysław (Jindřich Břetislav) (książę Czech) |
| 17. | 1197–1214   | bp Daniel II (Milík z Talmberka)                         |
| 18. | 1214–1224   | bp Andrzej (Ondřej)                                      |
| 19. | 1124–1125   | bp Peregrin (Pelhřim z Vartenberka)                      |
| 20. | 1225–1226   | bp Budislav (Budivoj, Budilov)                           |
| 21. | 1226–1236   | bp Jan II                                                |
| 22. | 1236–1240   | bp Bernhard Kaplíř ze Sulevic (Buchard)                  |
| 23. | 1240–1258   | bp Mikołaj z Riesenburgu (Mikuláš z Reisenburku)         |
| 24. | 1258–1278   | bp Jan III z Dražic                                      |
| 25. | 1278–1296   | bp Tobiasz z Bechyně (Tobiáš z Bechyně)                  |
| 26. | 1296–1301   | bp Řehoř Zajíc z Valdeka                                 |
| 27. | 1301–1343   | bp Jan IV z Dražic                                       |
| 28. | 1343–1344   | bp Arnoszt z Pardubic                                    |

## Arcybiskupi prascy (1344–1471)
| Lp. | Lata rządów | Imię i nazwisko                            |
| --- | ----------- | ------------------------------------------ |
| 1.  | 1344–1364   | abp Arnoszt z Pardubic                     |
| 2.  | 1364–1379   | abp Jan Očko z Vlašimi                     |
| 3.  | 1379–1396   | abp Jan z Jenštejna                        |
| 4.  | 1396–1402   | abp Olbram ze Škvorce (Volfram ze Škvorce) |
| *   | 1402        | abp Mikuláš Puchník z Černic (elekt)       |
| 5.  | 1403–1411   | abp Zbyněk Zajíc z Hasenburka              |
| 6.  | 1411–1412   | abp Zygmunt Albík z Uničova                |
| 7.  | 1413–1431   | abp Konrád z Vechty                        |
| *   | 1435–1471   | abp Jan Rokycana (Jan z Rokycan)           |

## Sedewakancja
- 1421–1561: Konsystorz

Po schizmie Konráda z Vechty arcybiskupstwo praskie do 1561 roku pozostawało formalnie nie obsadzone. Rolę naczelnego organu sądowo-administracyjnego dla kościoła rzymskokatolickiego w Czechach na ten czas pełniła kapituła katedry praskiej (Horní konzistoř u sv. Víta). Jej odpowiednikiem w kościele utrakwistycznym była kapituła kościoła tyńskiego (Dolní konzistoř u Týnského chrámu).

## Administratorzy prascy (1421–1561)
| Lp. | Lata rządów | Imię i nazwisko                              |
| --- | ----------- | -------------------------------------------- |
| 1.  | 1421–1430   | kard. Jan Železný                            |
| 2.  | 1430–1434   | bp Konrád ze Zvole                           |
| 3.  | 1434–1444   | Szymon z Nymburka/Jan z Duby/Jerzy z Pragi   |
| 4.  | 1434–1442   | Jan z Duby                                   |
| 5.  | 1442–1446   | Jerzy z Pragi                                |
| 6.  | 1446–1453   | Prokop z Kladrub                             |
| 7.  | 1453–1458   | Wacław Hněvsín z Krumlova/Mikołaj z Krumlova |
| 8.  | 1458–1460   | Wacław Hněvsín z Krumlova                    |
| 9.  | 1461–1461   | Mikołaj z Krumlova                           |
| 10. | 1461–1462   | Jan Šimanek z Krumlova/Hilary z Litoměřic    |
| 11. | 1462–1461   | Marcin Terra                                 |
| 12. | 1462–1468   | Hilary z Litoměřic                           |
| 13. | 1468–1481   | Jan Šimanek z Krumlova                       |
| 14. | 1468–1483   | Jan (Hanusch)                                |
| 15. | 1481–1484   | Wacław z Plan                                |
| 16. | 1484–1498   | Paweł Pouček                                 |
| 17. | 1498–1510   | Ambroży z Pilzna                             |
| 18. | 1498–1501   | Błażej Kremer                                |
| 19. | 1511–1525   | Jan Žák                                      |
| 20. | 1525–1544   | Ernest ze Schleinitz                         |
| 21. | 1544–1557   | Walentyn Hahn                                |
| 22. | 1544–1554   | Jan Podbradský                               |
| 23. | 1554–1561   | Henryk Písek (Scribonius)                    |

## Arcybiskupi prascy (od 1561), prymasi Czech (od 1627)
| Lp. | Lata rządów | Imię i nazwisko                                         |
| --- | ----------- | ------------------------------------------------------- |
| 8.  | 1561–1580   | abp Antonín Brus z Mohelnice                            |
| 9.  | 1581–1590   | abp Martin Medek                                        |
| 10. | 1592–1606   | kard. Zbyněk Berka z Dubé                               |
| 11. | 1607–1612   | abp Karel z Lamberka                                    |
| 12. | 1612–1622   | abp Jan Lohelius                                        |
| 13. | 1623–1667   | kard. Ernst Adalbert von Harrach (od 1627 prymas Czech) |
| 14. | 1667–1668   | abp Jan Vilém Libštejnský                               |
| 15. | 1669–1675   | abp Matouš Ferdinand Sobek z Bílenberka                 |
| 16. | 1675–1694   | abp Jan Bedřich z Valdštejna                            |
| 17. | 1695–1710   | abp Jan Josef Breuner                                   |
| 18. | 1713–1731   | abp Franz Ferdinand von Kuenburg                        |
| 19. | 1732–1733   | abp Daniel Josef Mayer                                  |
| *   | 1733–1733   | abp Jan Adam Vratislav z Mitrovic                       |
| 20. | 1733–1763   | abp Jan Mořic Gustav Manderscheid–Blankenheim           |
| 21. | 1764–1793   | abp Antonín Petr Příchovský z Příchovic                 |
| 22. | 1793–1810   | abp Vilém Florentin Salm                                |
| 23. | 1815–1830   | abp Václav Leopold Chlumčanský                          |
| 24. | 1831–1833   | abp Alois Josef Krakovský z Kolowrat                    |
| 25. | 1834–1838   | abp Andrzej Alojzy Ankwicz                              |
| 26. | 1838–1849   | abp Alois Josef Schrenk                                 |
| 27. | 1850–1885   | kard. Friedrich Josef von Schwarzenberg                 |
| 28. | 1885–1899   | kard. Franz von Schönborn                               |
| 29. | 1899–1916   | kard. Lev Skrbenský z Hříště                            |
| 30. | 1916–1919   | abp Pavel Huyn                                          |
| 31. | 1919–1931   | abp František Kordač                                    |
| 32. | 1931–1941   | kard. Karel Kašpar                                      |
| 33. | 1946–1969   | kard. Josef Beran                                       |
| 34. | 1977–1991   | kard. František Tomášek                                 |
| 35. | 1991–2010   | kard. Miloslav Vlk                                      |
| 36. | 2010–2022   | kard. Dominik Duka                                      |
| 37. | 2022–       | abp Jan Graubner                                        |